# -skop
Die Suffixe -skop und -skopie stammen von altgriechisch σκοπεῖν skopein, deutsch ‚betrachten‘. Meist wird damit ein Verfahren oder eine Gerätetechnik (-skopie) bzw. das dazugehörige Gerät (-skop) bezeichnet, mit dem etwas beobachtet oder gemessen wird. Nicht immer sind beide Endungen, -skopie und -skop, miteinander korrespondierend in Gebrauch, insbesondere dann nicht, wenn es keine eindeutige Zuordnung eines Geräts zu einer ausgeübten Technik oder keine eindeutige Manipulationsweise zu einem definierten Gerät gibt. Die häufigsten Verwendungen der Wortendungen -skopie und -skop finden sich in der Medizintechnik, vor allem in der Gastroenterologie und Ophthalmologie.
Es gibt auch Ausnahmen von der gerätetechnischen Verwendung der Wortendungen:
- Demoskopie (Meinungsforschung) und „Demoskop“ für Meinungsforscher.
- Horoskop steht für ein Deutungskonstrukt. Den Begriff „Horoskopie“ gibt es nicht.
- Hygroskopie beschreibt eine Eigenschaft und wird daher meist adjektivisch hygroskopisch gebraucht.
- Monoskopie existiert als Substantiv nicht, gebraucht wird dagegen das Adjektiv monoskopisch für die Eigenschaft von zweidimensionalen Bildern ohne Tiefeneindruck, im Gegensatz zu stereoskopischen Bildern
- Uroskopie oder Harnschau ist eine medizinhistorisch relevante diagnostische Vorgehensweise, der kein bestimmtes Gerät zugeordnet wird.

| Anwendungsbereich           | Unteranwendungsbereich      | Ausübung                      | Gerät                                                                       | Bemerkung                      |
| --------------------------- | --------------------------- | ----------------------------- | --------------------------------------------------------------------------- | ------------------------------ |
| medizinisch und industriell |                             | Endoskopie                    | Endoskop                                                                    |                                |
| Medizin                     | Dermatologie                | Dermatoskopie                 | Dermatoskop                                                                 |                                |
| Medizin                     | Gastroenterologie           | Anoskopie                     | Anoskop                                                                     |                                |
| Medizin                     | Gastroenterologie           | Gastroskopie                  | Gastroskop                                                                  |                                |
| Medizin                     | Gastroenterologie           | Endosonografie                | Gastroskop mit Ultraschallkopf                                              |                                |
| Medizin                     | Gastroenterologie           | Hysteroskopie                 | Hysteroskop                                                                 |                                |
| Medizin                     | Gastroenterologie           | Rektoskopie                   | Rektoskop                                                                   |                                |
| Medizin                     | Gastroenterologie           | Koloskopie                    | Koloskop                                                                    |                                |
| Medizin                     | Gastroenterologie           | Kolposkopie                   | Kolposkop                                                                   |                                |
| Medizin                     | Gastroenterologie           | Mediastinoskopie              | Mediastinoskop                                                              |                                |
| Medizin                     | Gastroenterologie           | Proktoskopie                  | Proktoskop                                                                  |                                |
| Medizin                     | Gastroenterologie           | Ureteroskopie                 | Ureteroskop                                                                 |                                |
| Medizin                     | Gastroenterologie           | Zystoskopie                   | Zystoskop                                                                   |                                |
| Medizin                     | Viszeralchirurgie           | Laparoskopie                  | Endoskop                                                                    |                                |
| Medizin                     | Gynäkologie                 | Duktoskopie                   | Duktoskop                                                                   |                                |
| Medizin                     | Gynäkologie                 | Embryoskopie (Fetoskopie)     |                                                                             |                                |
| Medizin                     | HNO                         | Bronchoskopie                 | Bronchoskop                                                                 |                                |
| Medizin                     | HNO                         | Laryngoskopie                 | Laryngoskop                                                                 |                                |
| Medizin                     | HNO                         | Otoskopie                     | Otoskop                                                                     |                                |
| Medizin                     | HNO                         | Rhinoskopie                   | Rhinoskop                                                                   |                                |
| Medizin                     | Ophthalmologie              | Ophthalmoskopie               | Ophthalmoskop                                                               |                                |
| Medizin                     | Spezielle Geräte            |                               | Anomaloskop                                                                 |                                |
| Medizin                     | Spezielle Geräte            | Bonoskop                      |                                                                             |                                |
| Medizin                     | Spezielle Geräte            | Euthyskop                     |                                                                             |                                |
| Medizin                     | Spezielle Geräte            | Gonioskopie                   | Gonioskop                                                                   | Kammerwinkel-Diagnostik        |
| Medizin                     | Spezielle Geräte            | Haploskop                     |                                                                             |                                |
| Medizin                     | Spezielle Geräte            | Skiaskopie (siehe Refraktion) | Skiaskop                                                                    |                                |
| Medizin                     | Spezielle Geräte            | Visuskop                      |                                                                             |                                |
| Medizin                     | Orthopädie                  | Arthroskopie                  | Arthroskop                                                                  |                                |
| Medizin                     | Orthopädie                  |                               | Pedoskop                                                                    | historisch                     |
| Medizin                     | Wahrnehmungspsychologie     | Tachistoskopie                | Tachistoskop                                                                |                                |
| Medizin                     | Radiologie                  | Fluoroskopie                  | Fluoroskop                                                                  |                                |
| Photo und Film              |                             |                               | Elektrotachyskop                                                            | „elektrischer Schnellseher“    |
| Photo und Film              | Epidiaskop                  |                               |                                                                             |                                |
| Photo und Film              | Episkop                     |                               |                                                                             |                                |
| Photo und Film              |                             | Graphoskop                    | historisches Bildbetrachtungsgerät, oft in Kombination mit einem Stereoskop |                                |
| Photo und Film              |                             | Ikonoskop                     | historische Bildaufnahmeröhre                                               |                                |
| Photo und Film              |                             | Kinetoskop                    | historischer Filmbetrachter                                                 |                                |
| Photo und Film              |                             | Phenakistiskop                | Vorläuferverfahren der Kinematographie                                      |                                |
| Photo und Film              |                             | Praxinoskop                   | Vorläufer der Kinematographie                                               |                                |
| Photo und Film              | Rotoskopie                  | Rotoskop                      |                                                                             |                                |
| Photo und Film              |                             | CinemaScope                   | Optik für Breitbildfilme                                                    |                                |
| Andere Anwendungen          |                             | Daktyloskopie                 |                                                                             | kein direkt zugeordnetes Gerät |
| Andere Anwendungen          | Diaphanoskopie              |                               | kein direkt zugeordnetes Gerät                                              |                                |
| Andere Anwendungen          |                             | Elektroskop                   | zum Nachweis elektrischer Ladungen                                          |                                |
| Andere Anwendungen          | Gyroskop (= Kreiselkompass) |                               |                                                                             |                                |
| Andere Anwendungen          | Kaleidoskop                 |                               |                                                                             |                                |
| Andere Anwendungen          | Mikroskopie                 | Mikroskop                     |                                                                             |                                |
| Andere Anwendungen          | Oszilloskopie               | Oszilloskop                   |                                                                             |                                |
| Andere Anwendungen          | Periskop                    |                               |                                                                             |                                |
| Andere Anwendungen          | Pyroskop (= Pyrometer)      |                               |                                                                             |                                |
| Andere Anwendungen          | Retroskopie                 |                               | mehrdeutig (Gynäkologie, Kriminalistik)                                     |                                |
| Andere Anwendungen          | Spektroskopie               | Spektroskop                   |                                                                             |                                |
| Andere Anwendungen          |                             | Stethoskop/Auskultation       | med. und weitere Anwendungen                                                |                                |
| Andere Anwendungen          | Stereoskopie                | Stereoskop                    |                                                                             |                                |
| Andere Anwendungen          | Stroboskop                  |                               |                                                                             |                                |
| Andere Anwendungen          | Teleskop                    |                               |                                                                             |                                |
| Andere Anwendungen          |                             | Thermoskop                    | historisches Thermometer                                                    |                                |
| Andere Anwendungen          | Vektorskopie                | Vektorskop                    |                                                                             |                                |